# Grijsnektimalia
De grijsnektimalia (Mixornis flavicollis ; synoniemen: Macronus flavicollis of Macronous flavicollis) is een zangvogel uit de familie Timaliidae (timalia's). De vogel werd in 1850 door  Karel Lucien Bonaparte op grond van museumexemplaren beschreven in een publicatie uitgegeven door Brill in Leiden.

## Kenmerken
De vogel is 13 tot 14 cm. Het is een onopvallende bruine vogel. Van boven is de vogel donkerroodbruin en de borst is geelbruin geleidelijk overgaand in lichtgrijs bruin naar de buik.

## Verspreiding en leefgebied
Deze soort is endemisch op Java. De voorkeurshabitat is vochtig tropisch boven tot op 1000 meter boven zeeniveau.

## Status
De grootte van de populatie is niet gekwantificeerd maar aangenomen wordt dat deze groter is dan 10.000 volwassen vogels. Op de Rode lijst van de IUCN heeft deze soort de status niet bedreigd.